# Олбинська сільська рада
О́лбинська сільська́ ра́да — адміністративно-територіальна одиниця та орган місцевого самоврядування в Козелецькому районі Чернігівської області. Адміністративний центр — село Олбин.
3 вересня 2015 року увійшла до Кіптівської сільської громади шляхом об'єднання із наколишніми сусідніми сільрадами.

## Загальні відомості
- Населення ради: 1 094 особи (станом на 2001 рік)

## Населені пункти
Сільській раді підпорядковані населені пункти:
- с. Олбин
- с. Борсуків
- с. Димерка
- с. Савинка
- с. Самійлівка

## Склад ради
Рада складається з 12 депутатів та голови.
- Голова ради: Грищенко Людмила Олександрівна
- Секретар ради: Орел Ганна Миколаївна

### Керівний склад попередніх скликань
| Прізвище, ім'я, по батькові    | Основні відомості                                                               | Дата обрання | Дата звільнення |
| ------------------------------ | ------------------------------------------------------------------------------- | ------------ | --------------- |
| Шенгерей Поліна Антонівна      | Сільський голова, 1951 року народження, позапартійна                            | 26.03.2006   | 14.03.2008      |
| Грищенко Людмила Олександрівна | Сільський голова, 1967 року народження, освіта середня спеціальна, позапартійна | 30.11.2008   | 31.10.2010      |
| Грищенко Людмила Олександрівна | Сільський голова, 1967 року народження, освіта середня спеціальна, позапартійна | 31.10.2010   |                 |

Примітка: таблиця складена за даними сайту Верховної Ради України

### Депутати
За результатами місцевих виборів 2010 року депутатами ради стали:

#### За суб'єктами висування
| Суб'єкт висування                                       | Кількість обраних депутатів | %    |
| ------------------------------------------------------- | --------------------------- | ---- |
| Партія регіонів                                         | 4                           | 33,3 |
| Політична партія Всеукраїнське об'єднання «Батьківщина» | 4                           | 33,3 |
| Самовисування                                           | 2                           | 16,7 |
| Комуністична партія України                             | 1                           | 8,3  |
| Українська Народна Партія                               | 1                           | 8,3  |

#### За округами
| № округу                                                | Прізвище, ім'я, по батькові     | Дата визнання обраним | Освіта             | Партійна приналежність                        | Відомості про обраного депутата            |
| ------------------------------------------------------- | ------------------------------- | --------------------- | ------------------ | --------------------------------------------- | ------------------------------------------ |
| Комуністична партія України                             |                                 |                       |                    |                                               |                                            |
| 6                                                       | Орел Ганна Миколаївна           | 01.11.2010            | середня спеціальна | позапартійна                                  | Олбинська с/р, секретар виконкому          |
| Партія регіонів                                         |                                 |                       |                    |                                               |                                            |
| 1                                                       | Ткаченко Борис Володимирович    | 01.11.2010            | середня спеціальна | позапартійний                                 | тимчасово не працює                        |
| 5                                                       | Єрко Анатолій Валентинович      | 01.11.2010            | середня            | позапартійний                                 | тимчасово не працює                        |
| 8                                                       | Юрченко Сергій Васильович       | 01.11.2010            | середня спеціальна | позапартійний                                 | Агролісхоз сКошани, лісник                 |
| 12                                                      | Бобровник Сергій Петрович       | 01.11.2010            | середня            | позапартійний                                 | с. Борсуків клуб, зав. клубом              |
| Політична партія Всеукраїнське об'єднання «Батьківщина» |                                 |                       |                    |                                               |                                            |
| 4                                                       | Александренко Галина Миколаївна | 01.11.2010            | середня спеціальна | позапартійна                                  | ЗАТ «Зоря», заст.. директора               |
| 9                                                       | Богдан Ольга Володимирівна      | 01.11.2010            | середня            | позапартійна                                  | пенсіонер                                  |
| 10                                                      | Шиян Наталія Миколаївна         | 01.11.2010            | середня            | член Всеукраїнського об'єднання «Батьківщина» | Бібліотека с. Борсуків, бібліотекар        |
| 11                                                      | Череда Михайло Петрович         | 01.11.2010            | середня            | член Всеукраїнського об'єднання «Батьківщина» | пенсіонер                                  |
| Українська Народна Партія                               |                                 |                       |                    |                                               |                                            |
| 2                                                       | Матюшко Олександр Миколайович   | 01.11.2010            | середня спеціальна | позапартійний                                 | Козелецький цех електрозв., електромонтер  |
| Самовисування                                           |                                 |                       |                    |                                               |                                            |
| 3                                                       | Гацько Надія Василівна          | 01.11.2010            | середня            | позапартійна                                  | Козелецький територ. центр, соц. працівник |
| 7                                                       | Кузьменко Віталій Анатолійович  | 01.11.2010            | середня спеціальна | позапартійний                                 | Козелецький РЕМ, електромонтер             |